# Saeb Salam

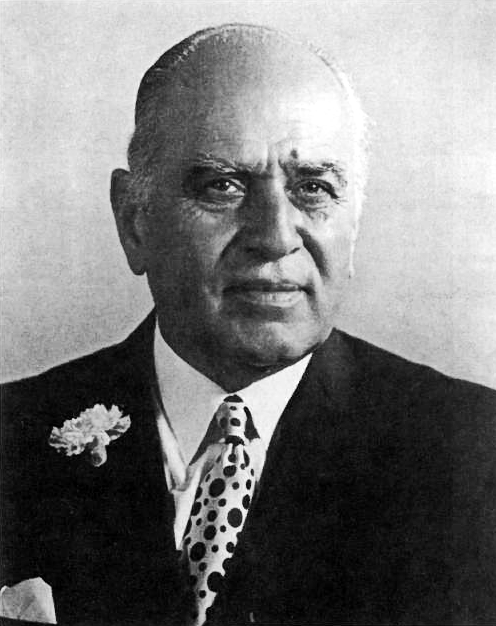
Saëb Salam

Saëb Salam (arabisch صائب سلام, DMG Ṣāʾib Salām, * 17. Januar 1905 in Beirut; † 21. Januar 2000 in Genf) war ein Politiker, der zwischen 1952 und 1973 viermal Ministerpräsident des Libanon war.

## Politische Laufbahn
Saëb war der Sohn von Salim Salam, des Oberhaupts einer prominenten Sunnitenfamilie, die während der Zugehörigkeit des Libanon zum Osmanischen Reich und während des französischen Völkerbundmandats politisch aktiv war. Salam betätigte sich erstmals politisch, als er 1941 gegen die französischen und britischen Mandate in der Levante und in Palästina protestierte.
1943 wurde Salam in die Nationalversammlung für einen Beiruter Wahlbezirk gewählt. Im Jahre 1946 wurde Salam Innenminister, seine erste Kabinettsposition. Am 14. September 1952 wurde er zum ersten Mal Ministerpräsident, aber seine Regierung überstand angesichts von Streiks und Demonstrationen nur vier Tage und Präsident Béchara el-Khoury war gezwungen zurückzutreten. Auch Salams Regierung trat zurück. Er wurde am 1. Mai 1953 erneut zum Ministerpräsidenten ernannt, dieses Mal durch Camille Chamoun (dessen Wahl durch Salam unterstützt worden war); dieses Mal blieb er 106 Tage im Amt, bis zum 16. August 1953.
Salam wurde von Ministerpräsident Abdullah Aref al-Jafi 1956 zum Ölminister ernannt und handelte mit Aramco die Anbindung der Raffinerien Zahrani und Baddawi an die Ölfelder in Saudi-Arabien und Irak durch die Transarabische Pipeline aus. Präsident Chamouns Unterstützung der britischen, französischen und israelischen Invasion Ägyptens während der Sueskrise veranlasste sowohl ihn als auch Jafi zu Protesten. Er nahm an den folgenden Demonstrationen teil und wurde dabei verletzt. Während er sich im Krankenhaus erholte, wurde er unter Arrest gestellt, aus dem er aber nach einem fünftägigen Hungerstreik entlassen wurde.
Bei den Parlamentswahlen 1957 verlor Salam seinen Sitz, genauso wie Jafi, Rachid Karamé (der Sohn von Abdel-Hamid Karamé) und Kamal Dschumblat. Anschuldigungen des Wahlbetrugs wurden nie bestätigt, aber das Gerrymandering der Wahlbezirke war wenig umstritten. Die vier bildeten einen Oppositionsblock, der 1958 zu einer fünf Monate andauernden bewaffneten Rebellion gegen Präsident Chamouns Pläne für eine zweite Amtszeit und den Beitritt zu dem pro-westlichen Pakt von Bagdad wurde. Die Rebellion endete erst mit der Wahl des Generals Fuad Schihab im September 1958. Salam sagte die Rebellion mit den Worten ab, die sein Markenzeichen wurden: Kein Sieger, kein Verlierer.
Salam wurde am 2. August 1960 wieder Ministerpräsident und blieb bis zum 31. Oktober 1961 im Amt. Er brach mit Präsident Schihab, weil er glaubte, Schihab gebe der Polizei unnötig viel Macht. Während der 1960er Jahre war er in Opposition zu Schihab und dessen gewählten Nachfolger Charles Helou, denen er vorwarf, aus dem Libanon einen „Polizeistaat“ zu machen. 1968 wandte er sich gegen politische Störungen durch die militärische Aufklärung. Seine Ablehnung des Schihabismus nahm zu und 1970 half er eine parlamentarische Koalition zu bilden, die Suleiman Frangieh mit nur einer Stimme Vorsprung gegenüber Elias Sarkis zum Präsidenten wählte. Zum vierten Mal wurde Salam durch Frangieh am 13. Oktober 1970 zum Ministerpräsidenten ernannt. Diese Regierung hielt bis zum 25. April 1973 und war seine längste. Er zerstritt sich mit Frangieh und trat nach einem israelischen Kommandounternehmen in Beirut zurück, bei dem drei Palästinenser getötet wurden, weil Frangieh sich weigerte, den Armeegeneral Iskandar Ghanem wegen Untätigkeit zu entlassen. Salam erklärte, dass er für den Posten den Ministerpräsidenten nicht mehr zur Verfügung stünde.

## Weitere Aktivitäten
Auch außerhalb des Amtes blieb Salam einflussreich. Nach der israelischen Invasion 1982 vermittelte er zwischen dem Abgesandten der Vereinigten Staaten Philip Habib und der PLO unter Jassir Arafat und ermöglichte so die Verlegung der PLO aus dem Libanon. Er war gegen die Präsidentschaftskandidatur von Bachir Gemayel, begann aber mit ihm nach seiner Wahl hinsichtlich einer Reihe von Reformvorschlägen zusammenzuarbeiten. Als Gemayel am 14. September 1982 einem Attentat zum Opfer fiel, ohne in sein Amt eingeführt worden zu sein, unterstützte Salam dessen Bruder Amine Gemayel und überzeugte den Großteil der muslimischen Abgeordneten in der Nationalversammlung für Gemayel zu stimmen.

## Exil und Tod
Im Jahre 1985 ging Salam nach Genf in der Schweiz ins Exil, nachdem er zwei Attentate überlebt hatte. Er hatte sich den Zorn der syrischen Regierung und von extremen Muslimgruppen aufgrund von Äußerungen auf Friedenskonferenzen in Genf und Lausanne im Jahr davor zugezogen und er fühlte sich bis 1994 nicht sicher, um in den Libanon zurückzukehren. Vom Exil aus spielte er trotzdem eine Schlüsselrolle in den Verhandlungen, die zu dem Abkommen von Taif im Jahre 1989 führten und die letztlich die Beendigung des libanesischen Bürgerkriegs bewirkten.
Salam saß von 1957 bis 1982 Makassed vor, einer karitativen Organisation im Bereich der Bildung und Gesundheitspflege. Er hatte drei Söhne, Tammam, der jetzt Parlamentsabgeordneter ist, Faisal, der 1996 bei einem Autounfall umkam und Amr, ein Geschäftsmann, sowie zwei Töchter, Thurayya und Anbara. Er war von 1941 an mit seiner Frau Tamima Reda Mardam-Beik verheiratet und starb am 21. Januar 2000 an einem Herzanfall.